# Fricativa uvulare sorda
La fricativa uvulare sorda è una consonante, rappresentata con il simbolo χ nell'alfabeto fonetico internazionale (IPA).

## Caratteristiche
La consonante χ presenta le seguenti caratteristiche:
- il suo modo di articolazione è fricativo, perché il suono è prodotto facendo sibilare l'aria fra la lingua ed il palato rispetto a [s], ma non è sibilante
- il suo luogo di articolazione è uvulare, poiché è articolato poggiando la lingua sull'ugola;
- è una consonante sorda, in quanto questo suono è prodotto solo dal sibilare dell'aria e non dalle corde vocali;
- è una consonante centrale poiché l'aria fuoriesce centralmente la lingua e non ai lati;
- è una consonante polmonare.

## Nelle lingue
Il suono χ è presente principalmente nelle seguenti lingue parlate:
- In lingua abcasa, come in хпа [χpa] 'tre'.
- In lingua afrikaans, come in goed [χuˑt] 'buono' (presente in vari dialetti).
- In lingua armena, come in խոտ [χot] 'erba'.
- In lingua cabila, come in axxam [aχːam] 'casa'
- In lingua olandese, come in Scheveningen [ˈsχeːvəniŋən] 'Scheveningen'.
- In lingua francese, come in proche [pχɔʃ] 'vicino'. Allofono di /ʁ/ dopo o prima occlusive sorde.
- In lingua tedesca standard, come in Dach [daχ] 'tetto'.
- In lingua tedesca del Basso Reno, come in Wirte [ˈvɪχtə] 'ospiti'.
- In lingua haida, come in ḵ'aláax̂an [qʼʌlɑ́χʌn] 'recinto'.
- In lingua ebraica, come in אוכל [oˈχel] 'mangiare'.
- In vari dialetti di lingua portoghese brasiliano, come in carro [ˈkaχu] 'macchina'.
- In lingua spagnola è allofono di /x/, come in jugar [χuˈɣaɾ] 'giocare' .
- In lingua ubykh, come in [asfəpχa] 'ho bisogno di mangiarlo'. L'Ubykh ha dieci differenti uvulari fricative.
- In lingua yiddish come in בוך [bʊχ] 'libro'.
- In lingua sardo logudorese (dialetto di Ittiri) come in "porcu" [ˈpoχu].
- In lingua sassarese, dove a seconda dei casi viene resa con i nessi sch, rch o lch, come in "ischara" [iˈχaːɾa], 'scala'.
- Nel dialetto pisano-livornese (ma non in piombinese) è un comune esito di /k/ nella gorgia toscana.